# 유선 (배우)
유선(裕善, 본명: 왕유선 (王裕善), 1976년 2월 11일 ~ )은 대한민국의 배우이다.

## 학력송곡여자고등학교
- 1995년 ~ 1999년 한국예술종합학교 연극원 연기과 학사

## 경력
- 2009년 우리 밀 알리기 홍보대사
- 2010년 제8회 서울기독교영화제 홍보대사
- 2011년 밀알복지재단 홍보대사
- 2016년 월드쉐어 홍보대사
- 2017년 아동학대예방 홍보대사
- 2018년 경기도주식회사 홍보대사

## 출연

### 드라마
- 2001년 MBC 단막극 《베스트극장 - 미필적 고의에 의한 사랑》 ... 희정 역
- 2002년 MBC 수목드라마 《그 햇살이 나에게》 ... 최준희 역
- 2002년 SBS 특별기획 《대망》 ... 단자연 역
- 2003년 SBS 주말극장 《태양의 남쪽》 ... 이민주 역
- 2004년 SBS 주말극장 《작은 아씨들》 ... 정미득 역
- 2004년 SBS 특별기획 《폭풍 속으로》 ... 유진경 역
- 2005년 MBC 월화드라마 《달콤한 스파이》 ... 박은주 역
- 2006년 SBS 월화드라마 《독신천하》 ... 한영은 역
- 2007년 SBS 대기획 《로비스트》 ... 에바 역
- 2007년 SBS 일일드라마 《그 여자가 무서워》 ... 최영림 역
- 2008년 SBS 월화드라마 《떼루아》 ... 안지선 역
- 2009년 KBS2 주말연속극 《솔약국집 아들들》 ... 김복실 (제니퍼 김) 역
- 2012년 SBS 드라마 스페셜 《부탁해요 캡틴》 ... 최지원 역
- 2012년 MBC 월화드라마 《마의》 ... 장인주 역
- 2013년 MBC 단막극 《드라마 페스티벌 - 아프리카에서 살아남는 법》 ... 강민주 역
- 2015년 SBS 2부작 특집 드라마 《인생추적자 이재구》 ... 송연희 역
- 2015년 MBC 수목드라마 《달콤살벌 패밀리》 ... 이도경 역
- 2016년 SBS 주말드라마 《우리 갑순이》 ... 신재순 역
- 2017년 tvN 수목드라마 《크리미널 마인드》 ... 나나황 역
- 2018년 JTBC 월화드라마《일단 뜨겁게 청소하라》 ... 권 비서 역
- 2019년 KBS 2TV 주말드라마 《세상에서 제일 예쁜 내 딸》 ... 강미선 역
- 2019년 SBS 월화드라마 《VIP》 ... (특별 출연)
- 2020년 TV조선 주말 드라마 《복수해라》 ... 김태온 역
- 2020년 JTBC 금토드라마 《허쉬》 ... 양윤경 역
- 2021년 Netflix 오리지널 드라마 《무브 투 헤븐: 나는 유품정리사입니다》... 강은정 역
- 2022년 tvN 수목드라마 《이브》... 한소라 역
- 2023년 ENA 월화드라마 《종이달》 ... 류가을 역
- 2023년 채널A 월화드라마 《가면의 여왕》 ... 윤해미 역
- 2024년 Disney+ 오리지널 드라마 《강남 비-사이드》 … 신지혜 역 (특별출연)

### 영화
- 2003년 《4인용 식탁》 ... 희은 역
- 2004년 《범죄의 재구성》 ... 정인숙 역
- 2005년 《가발》 ... 지현 역
- 2007년 《검은집》 ... 신이화 역
- 2010년 《이끼》 ... 이영지 역
- 2011년 《글러브》 ... 나주원 역
- 2011년 《로맨틱 헤븐》 ... 엄경자 역
- 2012년 《네버엔딩 스토리》 ... 제수 역
- 2012년 《돈 크라이 마미》 ... 김유림 역
- 2012년 《가비》 ... 사다코 역
- 2015년 《퇴마: 무녀굴》 ... 김금주 역
- 2015년 《히말라야》 ... 최선호 역
- 2016년 《시칠리아 햇빛아래》 ... 수진 역
- 2017년 《채비》 ... 문경 역
- 2017년 《너의 이름은.》... 화면 해설 역
- 2018년 《1급기밀》 ... 캐서린 킴 역
- 2019년 《어린 의뢰인》 ... 지숙 역
- 2019년 《진범》 ... 정다연 역
- 2019년 《신의 한 수: 귀수편》 ... 홍 마담 역
- 2021년 《새콤달콤》 ... 대표 CEO 역
- 2022년 《안녕하세요》 ... 서진 역

### 연극
- 《꼭두각시 놀음》
- 《동행》
- 《날 보러 와요》
- 《마우스피스》
- 《러브레터》
- 《비기닝》

### 뮤지컬
- 2000년 《모스키토 2000》
- 2008년 《쉐이프》

### 예능,시사교양
- 2001년 KBS 2TV 《영화 그리고 팝콘》
- 2005년 SBS 《백만불 미스터리》
- 2009년 QTV 《포토그래퍼》
- 2015년 MBC 《진짜 사나이》 - 여군특집 3
- 2015년 JTBC 《히든싱어 4》 - 신해철 편
- 2021년 KBS 2TV 《표리부동》
- 2021년 KBS 2TV 《옥탑방의 문제아들》 - 153회
- 2022년 채널A 《지구인 더 하우스》 - MC
- 2023년 SBS 《신발 벗고 돌싱포맨》- 116회
- 2024년 SBS 《신발 벗고 돌싱포맨》 - 131회
- 2025년 ~ 현재 SBS 《오늘부터 인생 2막》 - MC

### CF
- 2010년 SK브로드밴드
- 2017년 쿡두
- 2018년 우메켄
- 2024년 정식품 그린비아(균형영양식)

## 수상 및 후보
| 연도 | 시상식                     | 부문                            | 작품                     | 결과 |
| ---- | -------------------------- | ------------------------------- | ------------------------ | ---- |
| 2005 | SBS 연기대상               | MC부문 특별상                   | 백만불 미스터리          | 수상 |
| 2007 | SBS 연기대상               | 연속극부문 여자 연기상          | 그 여자가 무서워         | 수상 |
| 2009 | KBS 연기대상               | 장편드라마부문 여자 우수연기상  | 솔약국집 아들들          | 수상 |
| 2009 | KBS 연기대상               | 베스트 커플상                   | 솔약국집 아들들          | 수상 |
| 2010 | 제5회 아시아모델상시상식   | BBF 인기스타상                  | 빈칸                     | 수상 |
| 2012 | MBC 연기대상               | 특별기획부문 여자 최우수연기상  | 마의                     | 후보 |
| 2012 | SBS 연기대상               | 미니시리즈부문 여자 우수연기상  | 부탁해요 캡틴            | 후보 |
| 2015 | MBC 방송연예대상           | 베스트 팀워크상                 | 진짜 사나이 - 여군특집 3 | 수상 |
| 2019 | 소비자의 날 문화연예시상식 | 시청자가 뽑은 올해의 배우상     | 세상에서 제일 예쁜 내 딸 | 수상 |
| 2022 | 에이판 스타 어워즈         | 미니시리즈부문 여자 우수 연기상 | 이브                     | 수상 |

## 가족 관계
- 배우자 : 차효주 (1973년 ~ )
  - 딸 : 차윤 (2014년 1월 29일 ~ )